# Сестринский процесс

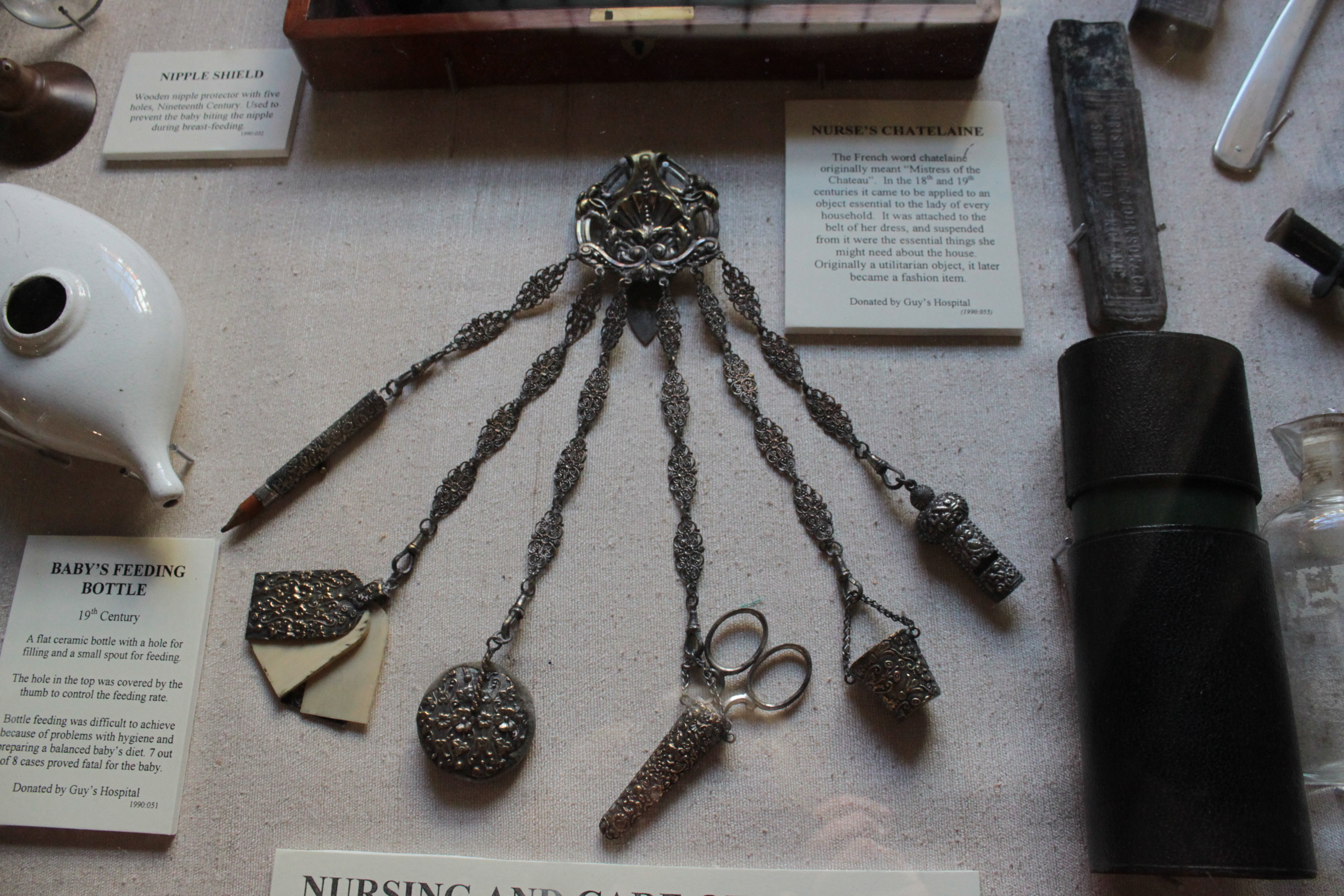
Nurse’s Chatelaine — инструментарий операционной медсестры

Сестринский процесс — это научно обоснованная технология ухода в сестринском деле. В первой половине 50-х гг. XX в. в США впервые появилось понятие «сестринский процесс». В 1955 г. в журнале «Новости общественного здравоохранения» была опубликована статья Лидии Холл «Качество сестринского ухода», в которой исследовательница привела свое описание сестринского процесса. Предложенное ею толкование не встретило всеобщего одобрения медицинских сестёр, и в специальной литературе все чаще стали появляться его новые трактовки.

## Цели сестринского процесса
1. Обеспечение приемлемого качества жизни пациента в зависимости от его состояния.
2. Предупреждение, облегчение, сведение до минимума проблем пациента.
3. Помощь пациенту и его семье по поводу дезадаптации, связанной с заболеванием или травмой.
4. Поддержка или восстановление независимости пациента в удовлетворении основных потребностей или в обеспечении спокойной смерти.

## Преимущество использования сестринского процесса
1. Индивидуальность, учёт клинических, личностных и социальных потребностей пациента.
2. Возможность широкого использования стандартов сестринского ухода.
3. Соучастие пациента и его семьи в планировании и обеспечении ухода.

## Этапы сестринского процесса

### Сестринское обследование
На данном этапе медицинская сестра собирает и оформляет данные о пациенте. В ходе обследования между сестрой и пациентом должен быть установлен психологический контакт. Пациент должен доверять медицинскому работнику, ощущать уверенность, что о нём позаботятся должным образом и на уровне, соответствующем достижениям современной медицины.
Обследование бывает двух видов: субъективное (жалобы пациента) и объективное (контроль АД, ЭКГ и т.д.).

### Установление нарушенных потребностей пациента (сестринский диагноз)
На данном этапе медсестра выявляет реальные и потенциальные проблемы пациента, которые она должна устранить в силу своей профессиональной компетенции. Настоящие проблемы – это те проблемы, которые беспокоят пациента в настоящее время. Потенциальные – те, которые еще не существуют, но могут возникнуть с течением времени. Установив оба вида проблем, сестра определяет факторы, способствующие или вызывающие развитие этих проблем, В других странах этот этап называется сестринский диагноз, что не может быть оправдано в России, поскольку диагностикой и лечением занимается врач.

### Планирование сестринского ухода
На третьем этапе сестринского процесса медсестра составляет план сестринского ухода с мотивацией своих действий. При этом медицинская сестра должна руководствоваться стандартами сестринской практики, которые рассчитаны на работу в типичной ситуации, а не с отдельным пациентом. От медсестры требуется умение гибко применять стандарт в реальной ситуации. Она имеет право аргументировано дополнять план действий.

### Реализация плана сестринских диагнозов
Цель медицинской сестры на данном этапе обеспечить соответствующий уход за пациентом, провести обучение и консультирование по необходимым вопросам. Медицинская сестра должна помнить, что все сестринские вмешательства основаны:
1. На знании цели.
2. На индивидуальном подходе и безопасности.
3. Уважении к личности.
4. Поощрения пациента к самостоятельности.

Существует три категории сестринского вмешательства. Выбор категории определяется нуждами пациентов.
предписаний врача и под его наблюдением.Независимое сестринское вмешательство предусматривает действия, осуществляемые медсестрой по собственной инициативе, руководствуясь собственными соображениями, без прямого требования со стороны врача. Например, обучение пациента гигиеническим навыкам, организация досуга пациента и др.
Взаимозависимое сестринское вмешательство предусматривает совместную деятельность сестры с врачом, а также с другими специалистами.
Зависимое сестринское вмешательство, такие как выполнение назначений врача.
При всех типах взаимодействия ответственность сестры исключительно велика.

### Оценка эффективности и коррекция
Данный этап включает реакции пациента на вмешательство, мнение пациента, достижение поставленных целей, качество оказанной помощи в соответствии со стандартами.